# Sangut
Das Sangut  oder Tuba-Messer ist eine Waffe und ein Werkzeug von den Philippinen.

## Beschreibung
Das Sangut hat eine gerade, einschneidige Klinge mit einer geraden Schneide und einen stark gebogenen Rücken. Die Klinge ist flach, hat weder Mittelgrat noch Hohlschliff. Die Angel und das Heft sind von der Klinge leicht abwärts gebogen. Die Scheiden sind aus Holz geschnitzt und auf einer Seite im Ganzen offen. Das Messer wird durch einen vorstehenden unteren und einen oberen Rand in der Scheide festgehalten. Das Sangut wird von der Ethnie der Moro benutzt.